# Żegnaj

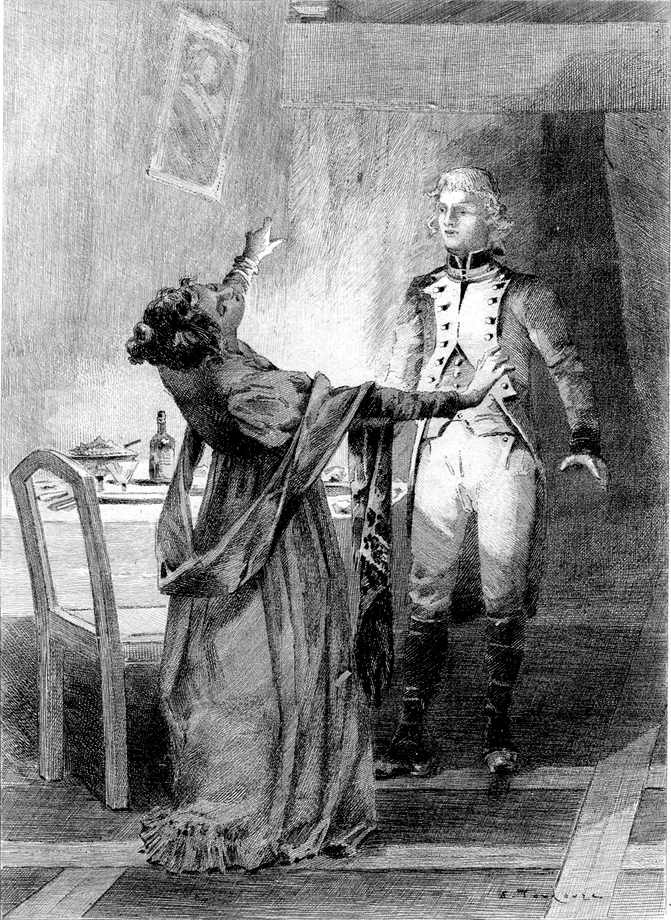

Żegnaj (oryg. fr. Adieu) – opowiadanie Honoriusza Balzaka z 1830 roku, wchodzące w skład Studiów filozoficznych cyklu Komedia ludzka.

## Treść
Philippe de Sucy, były major armii napoleońskiej, w czasie polowania przypadkowo trafia do leśnego domu, w którym spotyka dwie chore umysłowo kobiety. Jedna z nich obsesyjnie powtarza słowo „żegnaj”; de Sucy z przerażeniem rozpoznaje w niej Stefanię de Vandieres, swoją młodzieńczą miłość. Opowiada opiekującemu się nią doktorowi Fanjatowi, jak do tego doszło. W grudniu 1812, na brzegu Berezyny, Sucy pragnął uratować generała de Vandieres oraz towarzyszącą mu młodą żonę. Pod ogniem rosyjskich dział, w trakcie gdy żołnierze francuscy budowali prowizoryczną przeprawę, z trudnościami zdołał zdobyć dla nich dwa miejsca w łodzi. Sam pozostał na brzegu. Wuj dziewczyny dopowiada dalszy ciąg: piękna Stefania, zniszczona psychicznie przez doświadczenia wojenne, przez dwa lata włóczyła się razem z armią, wreszcie, zupełnie wyczerpana, została przez niego przypadkiem odnaleziona. Sucy usiłuje znaleźć środek wyleczenia Stefanii, wreszcie próbuje ostatecznej metody: przypomina kobiecie jej historię. Udaje mu się na krótką chwilę przywrócić jej przytomność, jednak moment później obłąkana kobieta umiera.

## Cechy utworu
Żegnaj to kolejne dzieło, w którym przywołane zostają dramatyczne wspomnienia z czasów wojen napoleońskich – po Drugim studium kobiety, Pułkowniku Chabercie czy Lekarzu wiejskim. Materiał z tych utworów miał być wykorzystany w cyklu większych powieści, których Balzak ostatecznie nigdy nie napisał (pierwotnie utwór miał zresztą stanowić część Scen z życia wojskowego). Natomiast podjęcie tematu i opisu zachowania osoby chorej psychicznie wynikało z fascynacji autora nowymi osiągnięciami medycyny. Balzak wykorzystał w dziele technikę opowieści w opowieści, dla pełniejszego ukazania punktu widzenia uczestników wydarzeń.